# صوت کی‌لا
صوت کی‌لا (کوتاه‌شده: کیفیت بالا)، دسته‌ای از تجهیزات صوتی خانگی مصرفی است که بر اساس قیمت یا کیفیت بالا و فناوری‌های بازسازی صدا به روش جدید یا بدیع برای صدابازان ساخته‌شده به بازار عرضه می‌شود. این اصطلاح می‌تواند به قیمت، کیفیت ساخت قطعات یا کیفیت صلیقه‌ای یا بازتولید هدفمند صدا اشاره داشته باشد.

## تعریف
تمایز بین اصطلاحات صوت کیلا و وفاداری بالا به‌خوبی تعریف نشده است. به گفته یکی از مفسران صنعت، کی‌لا را می‌توان «دنده‌ای دانست که قیمت و کارایی در آن نمی‌توان بدون ایجاد موسیقی و صدا پیش رود». هری پیرسون، بنیانگذار مجله صدای مطلق، بسیار اعتراف می‌کند که اصطلاح صوت کی‌لا را ترجیح داده است.